# ازویگو (نیویورک)
ازویگو (به انگلیسی: Oswego) شهری در شهرستان اوس ویگو ایالت نیویورک است که در سرشماری سال ۲۰۱۰ میلادی، ۱۸۱۴۲ نفر جمعیت داشته است. اوس ویگو، به‌طور رسمی در تاریخ ۱۸۴۸ میلادی به‌عنوان یک شهر شناخته شد.